# Afonso Poyart
Afonso Poyart (Santos, 1979) é um cineasta brasileiro.

## Biografia
Iniciou sua carreira como artista de motion graphics e na pos-produção em publicidade. Dirigiu videoclipes de artistas como Charlie Brown Jr., Marjorie Estiano, Felipe Dylon, entre outros. Poyart já conquistou três vezes o Prêmio Profissionais do Ano, concedido pela Rede Globo, e já recebeu várias indicações no VMB da MTV pelos clipes musicais que dirigiu.
Seu curta-metragem Eu Te Darei o Céu (2005), ganhou quatro prêmios no Festival de Gramado, incluindo melhor filme pelo júri popular. Seu primeiro longa-metragem foi 2 Coelhos (2012), considerado um filme inovador no cinema brasileiro. Graças ao sucesso de 2 Coelhos, Poyart irá fazer sua estréia em Hollywood dirigindo o filme Solace, estrelado por Anthony Hopkins.
Poyart também foi anunciado como o produtor do filme biográfico Isso é Calypso - O Filme. No entanto, em uma entrevista em 2013, ele revelou que não fazia mais parte da equipe devido ao seu envolvimento com outros projetos.

## Filmografia
| Ano       | Filme                  | Diretor | Produtor | Escritor |
| --------- | ---------------------- | ------- | -------- | -------- |
| 2005      | Eu Te Darei o Céu      | Sim     | Sim      | Não      |
| 2012      | 2 Coelhos              | Sim     | Sim      | Sim      |
| 2015      | Solace                 | Sim     | Não      | Não      |
| 2016      | Mais Forte que o Mundo | Sim     | Sim      | Sim      |
| 2018-2019 | Ilha de Ferro          | Sim     | Não      | Não      |
| 2023      | Biônicos               | Sim     | Sim      | Não      |
| 2026      | Na Linha de Fogo       | Sim     | Sim      | Não      |